# اچ‌ام‌اس اروپا (۱۷۶۵)
اچ‌ام‌اس اروپا (۱۷۶۵) (به انگلیسی: HMS Europa (1765)) یک کشتی بود که طول آن ۱۵۸ فوت ۹ اینچ (۴۸٫۳۹ متر) بود. این کشتی در سال ۱۷۶۵ ساخته شد.